# 希芒鎮區
希芒鎮區（英語：Chemung Township）是位於美國伊利諾伊州麥克亨利縣的一個行政鎮區。

## 地方資料
根據2010年美國人口普查的數據，希芒鎮區的面積為85.40平方千米，當中陸地面積為85.40平方千米，而水域面積為0.00平方千米。當地共有人口8841人，而人口密度為每平方千米103.52人。